# Reinhardtia gracilis
Reinhardtia gracilis är en enhjärtbladig växtart som först beskrevs av Hermann Wendland, och fick sitt nu gällande namn av Karl Ewald Maximilian Burret. Reinhardtia gracilis ingår i släktet Reinhardtia och familjen Arecaceae.

## Underarter
Arten delas in i följande underarter:
- R. g. gracilior
- R. g. gracilis
- R. g. rostrata
- R. g. tenuissima